# Чемпионат России по биатлону 2019/2020
Чемпионат России по биатлону сезона 2019/2020 запланирован в несколько этапов с декабря 2019 по апрель 2020 года. Разыграваются медали в восьми индивидуальных и пяти командных дисциплинах.
Из-за пандемии коронавирусной инфекции финальная часть чемпионата России, запланированная на март-апрель 2020 года в Ханты-Мансийске (5 дисциплин — спринт, гонка преследования, масстарт, эстафета, большой масстарт), была перенесена на неопределённый срок. Высказывались планы провести данные соревнования в ноябре 2020 года, однако летом 2020 года было принято решение о полной отмене данных гонок.

## Этапы
- Ижевск «Ижевская винтовка»

1. Индивидуальная гонка (мужчины, женщины)

- Ижевск

1. Одиночная смешанная эстафета
2. Смешанная эстафета

- Кирово-Чепецк

1. Суперпасьют (мужчины, женщины)
2. Суперспринт (мужчины, женщины)
3. Марафон (мужчины, женщины)

- Новосибирск

1. Командная гонка (мужчины, женщины)
2. Патрульная гонка (мужчины, женщины)

- Ханты-Мансийск Чемпионат России (отменён)

1. Спринт (мужчины, женщины)
2. Гонка преследования (мужчины, женщины)
3. Эстафета (мужчины, женщины)
4. Масс-старт (мужчины, женщины)
5. Большой масс-старт (мужчины, женщины)

## Результаты
| Гонка                                                                                           | Мужчины | Женщины |
| Индивидуальная гонка Ижевск 1. 28 декабря 2019 Мужчины: 20 км 2. 26 декабря 2019 Женщины: 15 км | 1. Алексей Слепов 52:37.8 (1) 2. Рустам Каюмов +26.5 (0) 3. Пётр Пащенко +34.3 (1) 4. Максим Макаров 5. Ильназ Мухамедзянов 6. Андрей Павлов Протоколы | 1. Ульяна Кайшева 44:57.4 (2) 2. Виктория Сливко +59.5 (2) 3. / Евгения Павлова +1:04.5 (2) 4. Елизавета Каплина 5. Наталья Гербулова 6. Анастасия Рудакова Протоколы |
| Одиночная смешанная эстафета Ижевск 1. 24 января 2020 Женщины: 6 км Мужчины: 7.5 км             | 1. Пермский край 34:44.5 (0+3) (Валерия Васнецова, Иван Колотов) 2. Красноярский край +5.9 (0+3) (Ольга Якушова, Сергей Корастылёв) 3. Свердловская область +34.8 (0+10) (Тамара Воронина, Алексей Шевченко) Протоколы | 1. Пермский край 34:44.5 (0+3) (Валерия Васнецова, Иван Колотов) 2. Красноярский край +5.9 (0+3) (Ольга Якушова, Сергей Корастылёв) 3. Свердловская область +34.8 (0+10) (Тамара Воронина, Алексей Шевченко) Протоколы |
| Смешанная эстафета Ижевск 1. 24 января 2020 Женщины: 2x6 км Мужчины: 2x7.5 км                   | 1. ХМАО-1 1:19:12.6 (2+12) (Екатерина Мошкова, Елизавета Каплина, Пётр Пащенко, Дмитрий Иванов) 2. ЯНАО +14.0 (0+5) (Алёна Иванова, Резеда Сибгатуллина, Дмитрий Абашев, Рустам Каюмов) 3. Удмуртия +42.7 (0+10) (Ульяна Кайшева, Анастасия Кайшева, Александр Поварницын, Виктор Плицев) Протоколы                                                                | 1. ХМАО-1 1:19:12.6 (2+12) (Екатерина Мошкова, Елизавета Каплина, Пётр Пащенко, Дмитрий Иванов) 2. ЯНАО +14.0 (0+5) (Алёна Иванова, Резеда Сибгатуллина, Дмитрий Абашев, Рустам Каюмов) 3. Удмуртия +42.7 (0+10) (Ульяна Кайшева, Анастасия Кайшева, Александр Поварницын, Виктор Плицев) Протоколы |
| Суперпасьют Кирово-Чепецк 1. 6 февраля 2020 Мужчины: 7,5 км 2. 6 февраля 2020 Женщины: 7,5 км   | 1. Антон Бабиков 19:58.6 (0+2) 2. Александр Поварницын +14.1 (0+4) 3. Рустам Каюмов +17.9 (1+1) 4. Пётр Пащенко 5. Дмитрий Абашев 6. Алексей Шевченко Протоколы | 1. Наталья Ушкина 22:55.9 (0+2) 2. Елизавета Каплина +0.2 (0+0) 3. Анастасия Евсюнина +37.7 (0+0) 4. Екатерина Мошкова 5. Алина Клевцова 6. Ирина Казакевич Протоколы |
| Суперспринт Кирово-Чепецк 1. 8 февраля 2020 Мужчины: 5 км 2. 8 февраля 2020 Женщины: 5 км       | 1. Антон Бабиков 16:35.1 (0+1) 2. Александр Попов +23.9 (1+1) 3. Дмитрий Абашев +24.5 (0+2) 4. Евгений Идинов 5. Максим Макаров 6. Юрий Шопин Протоколы | 1. Тамара Воронина 19:13.2 (0+1) 2. Ольга Мощенкова +23.8 (0+2) 3. Анастасия Егорова +24.4 (0+3) 4. Алёна Иванова 5. Анастасия Евсюнина 6. Кристина Смирнова Протоколы |
| Марафон Кирово-Чепецк 1. 9 февраля 2020 Мужчины: 40 км 2. 9 февраля 2020 Женщины: 30 км         | 1. Александр Поварницын 1:52:31.0 (5) 2. Алексей Шевченко +0.2 (7) 3. Александр Жирный +37.1 (7) 4. Вячеслав Малеев 5. Пётр Пащенко 6. Виктор Плицев Протоколы | 1. Резеда Сибгатуллина 1:41:48.7 (5) 2. Анастасия Егорова +32.2 (9) 3. Екатерина Мошкова +1:08.2 (9) 4. Тамара Воронина 5. Ирина Казакевич 6. Ольга Мощенкова Протоколы |
| Командная гонка Новосибирск 1. 6 марта 2020 Мужчины: 10 км 2. 6 марта 2020 Женщины: 7,5 км      | 1. Новосибирская область-1 28:22.4 (2) (Никита Матвеев, Сергей Максимцов, Сергей Неверов, Сергей Заозеров) 2. ХМАО +28.0 (4) (Иван Томилов, Андрей Павлов, Семён Сучилов, Пётр Пащенко) 3. СЗФО (Санкт-Петербург и Ленинградская область) +33.8 (2) (Илья Машуков, Ярослав Костюков, Алексей Слепов, Евгений Сидоров) Протоколы                                    | 1. ХМАО 25:38.5 (4) (Екатерина Мошкова, Людмила Улыбина, Елизавета Каплина, Татьяна Воронова) 2. Красноярский край +42.5 (2) (Алина Гилёва, Екатерина Понеделко, Екатерина Щепанская, Наталья Гербулова) 3. Башкортостан +1:17.1 (4) (Светлана Бочкарёва, Мария Дубровская, Елена Комарова, Карина Бахтина) Протоколы |
| Патрульная гонка Новосибирск 1. 8 марта 2020 Мужчины: 25 км 2. 8 марта 2020 Женщины: 20 км      | 1. Тюменская область 1:14:43.5 (2) (Игорь Шетько, Вячеслав Малеев, Иван Печёнкин, Александр Насекин, Евгений Идинов) 2. Новосибирская область-1 +1:22.0 (5) (Сергей Максимцов, Никита Матвеев, Сергей Неверов, Сергей Заозеров, Александр Степанижов) 3. ЯНАО +1:30.0 (2) (Дмитрий Абашев, Алексей Чулев, Илья Батманов, Александр Попов, Рустам Каюмов) Протоколы | 1. Красноярский край 1:10:09.3 (1) (Алина Гилёва, Екатерина Понеделко, Екатерина Щепанская, Ольга Якушова, Наталья Гербулова) 2. Новосибирская область-1 +1:09.8 (3) (Александра Кузьмина, Лейсан Бикташева, Александра Алексешникова, Анастасия Евсюнина, Мария Мизгирева) 3. Новосибирская область-2 +4:37.8 (2) (Софья Ленькова, Татьяна Новоженина, Анастасия Гурова, Анастасия Гущина, Александра Попова) Протоколы |

Остальные соревнования отменены.